# Diplectria papuana
Diplectria papuana är en tvåhjärtbladig växtart som först beskrevs av Rudolf Mansfeld, och fick sitt nu gällande namn av Reinier Cornelis Bakhuizen van den Brink. Diplectria papuana ingår i släktet Diplectria och familjen Melastomataceae. Inga underarter finns listade i Catalogue of Life.